# 任薰

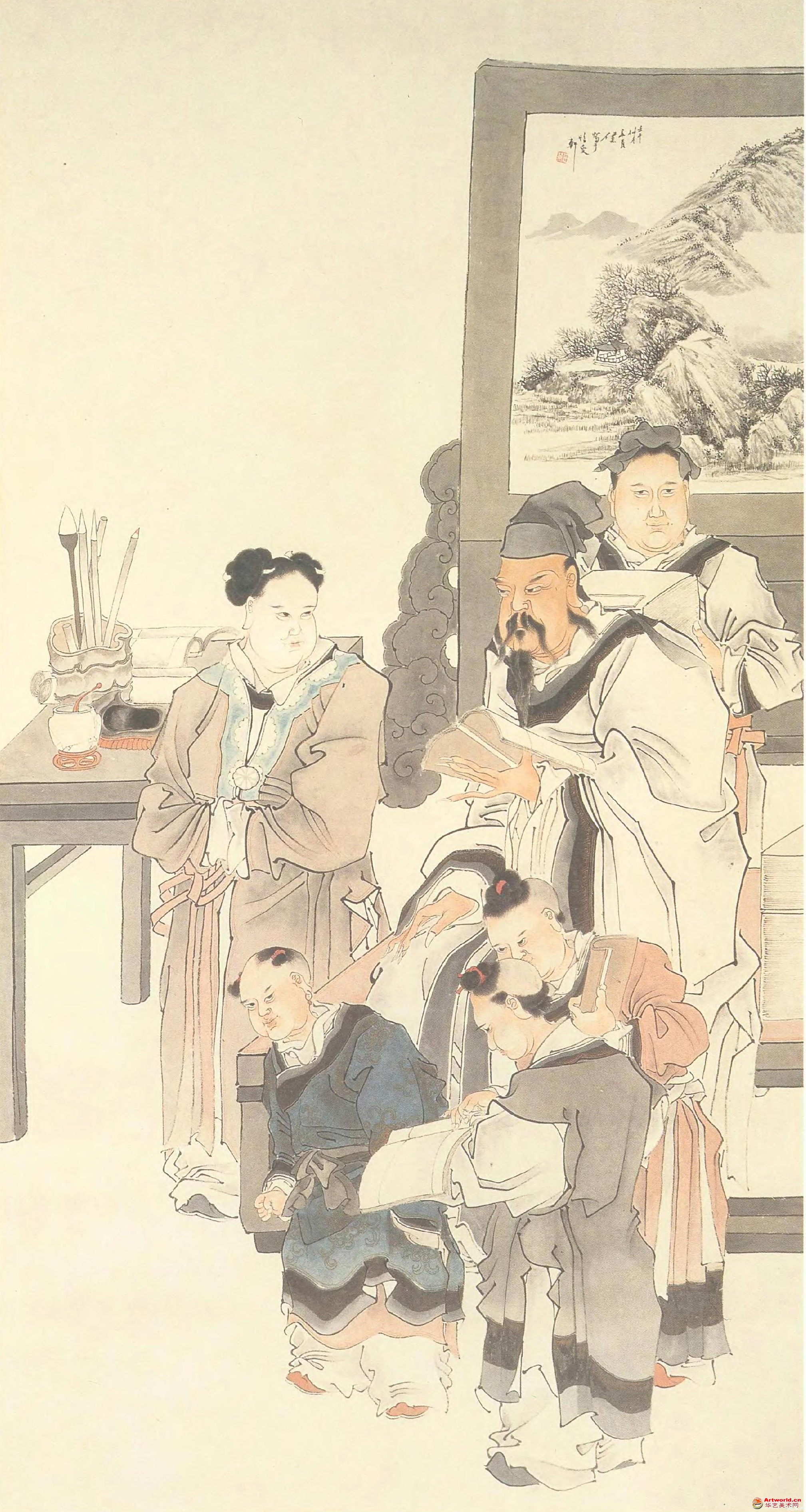
任薰《窦燕山教子图》

任薰（1835年—1893年），字舜琴，又字阜長，浙江人。清代畫家。
出生於繪畫家庭，其父任椿，兄任熊皆是畫家。任薰受父兄影響，對人物、花卉、禽鳥、山水，有很高的造詣，尤精雙鉤花鳥，時稱“任阜長精於繪事，名噪當時。”作品有《華天跨蝶圖》、《麻姑獻壽圖》。